# Тунисско-венецианская война
Тунисско-венецианская война (ит. Guerra con il Beycato di Tunisi) — конфликт между Венецианской республикой и Тунисским бейликом с целью заставить бея Хаммуду ибн Али возобновить договор, который защищал суда под венецианским флагом от захвата берберийскими пиратами. Кампания длилась с 1784 по 1786 год, при этом венецианский флот под командованием Анджело Эмо бомбардировал портовые города Туниса. Хотя после зимы 1786/87 года никаких крупных морских действий не проводилось, конфликт затянулся до 1792 года.

## Ход войны
Война между Тунисом и Венецианской республикой началась после того, как власти Мальты сожгли торговое судно под венецианским флагом, груженное товарами с берберийского побережья, из-за того, что оно было заражено чумой. Тунисский бей потребовал компенсацию, но не получил ее, а его требования об увеличении ежегодной выплаты остались без внимания. В результате он объявил войну Венеции. Венецианцы назначили адмирала Анджело Эмо командующим своим флотом и поручили ему вести войну против бея.

### 1784 г.
Флот Эмо покинул Венецию 21 июня 1784 года и после длительных стоянок у побережья Далмации и на Корфу в связи с чумой, наконец 30 августа прибыл в залив Туниса и блокировал его частью флота. Несколько дней спустя Эмо отплыл на Сардинию и оставался там с 14 по 22 сентября. Вернувшись к тунисскому побережью 1 октября, флот Эмо с 5 по 7 октября подверг обстрелу Сус, хотя и без особого эффекта. После этого действия Эмо переместился в Триполи, а затем прибыл 19 ноября в Трапани на Сицилии для ремонта.

### 1785 г.
6 апреля 1785 года весь венецианский флот снова вышел в море к Тунису и после безрезультатных переговоров 1 мая вернулся в Трапани. 20 июля флот Эмо подошёл к Сусу и 21 июля, 27 июля и с 31 июля по 4 августа обстреливал город. Был нанесен большой ущерб, но результат был не совсем удовлетворительным, учитывая, что было брошено более 400 больших бомб. 6 августа Эмо покинул Сус и двинулся на юг к Сфаксу. Он прибыл в Сфакс шесть дней спустя и бомбардировал его 15 и 16 числа с тем же результатом, что и раньше. 1 сентября венецианский флот вернулся в Трапани.
С увеличенным флотом, теперь состоящим из пяти «первоклассных» тяжелых фрегатов, Эмо покинул Трапани 16 сентября и появился у Ла-Гулетт 22-го числа, после довольно трудного перехода. Расследование показало, что тунисское правительство вряд ли отреагирует благоприятно на предложения о переговорах, и поэтому он приготовился к решительным действиям. Эмо построил два плота из бочек и запасных реев, на каждом из которых было установлено одно из самых тяжелых орудий с парапетом из мешков с песком в качестве защиты. Он также установил гаубицу на баркасе. С ними и с двумя канонерскими лодками 3 и 5 октября венецианцы атаковали укрепления Ла-Гулетт и две тунисские канонерские лодки в устье гавани. После перерыва из-за плохой погоды,  10 октября другие корабли присоединились к ним для последней атаки. Берегу был нанесен большой ущерб, и одна из канонерских лодок была выведена из строя, но обмен письмами обнаружил, что бей все еще не согласен на переговоры. 20 октября Эмо отплыл на Мальту, куда он прибыл 8 ноября. Вскоре за ним последовала остальная часть его флота. Последовавшие в декабре попытки переговоров также оказались бесплодными.

### 1786 г.
26 февраля 1786 года Эмо покинул Мальту со всем своим флотом и направился к Сфаксу. Вечером 20 марта был открыт огонь по городу. Результаты были неудовлетворительными, так как стало очевидно, что огонь с большого угла бомбами был гораздо эффективнее, чем прямой огонь ядрами. Затем наступила долгая пауза, вызванная в первую очередь возобновлением переписки с беем через капитана английского судна, а затем длительным периодом плохой погоды. Только 29 апреля стало возможным возобновить операции, и утром 30 апреля и 4 мая состоялись интенсивные бомбардировки города без особого результата. После чего вечером 6 мая флот отплыл от Сфакса и достиг Мальты только 24-го числа.
4 июля флот Эмо снова вышел в море, на этот раз направляясь в Бизерту. В ранние часы 30 июля была проведена первая бомбардировка, встретившая отпор с береговых батарей, попавших в один корабль. Из-за плохой погоды только 3-го и 4-го августа удалось возобновить бомбардировку. 6 августа произошла еще одна атака ранним утром и последняя попытка при лунном свете следующей ночью. После чего 10-го числа флот отплыл и достиг Мальты 22 августа.
После короткого пребывания Эмо снова отплыл 4 сентября. На этот раз атаке подвергся Сус, куда флот прибыл 19 сентября. Ничего не могли сделать в течение недели, но вечером 26 сентября плоты с пушками и мортирами и небольшие суда были выведены на позицию, и в ту ночь, и снова в следующие три ночи, обстрел продолжался в течение двух или трех часов. С берега было очень мало ответа. 3 октября обстрел возобновился при ярком лунном свете, что позволило береговым орудиям нанести некоторый ущерб кораблям. 5 октября была проведена последняя бомбардировка. В ночь на 7 октября флот отправился на Мальту, куда прибыл 26-го числа.

## Результаты
Операции не только нанесли большой ущерб и привели к жертвам в городах, но и ограничили тунисский пиратский флот его гаванями. В то же время становилось очевидным, что никакой ущерб, нанесенный отдаленным городам, вряд ли заставит тунисское правительство сесть за стол переговоров. Эмо запросил экспедиционный корпус численностью 10 000 человек для нападения и захвата Туниса, но это было отклонено венецианским сенатом. Сенат решил оставить только небольшую флотилию для защиты торговли и захвата тунисских призов, если это возможно, и отозвать большую часть флота в воды поближе к дому. 18 марта 1787 года Эмо покинул Мальту и 6 апреля прибыл на Корфу. Пять лет небольшая венецианская флотилия патрулировала вдоль побережья и не позволяла тунисским пиратам выходить из портов, пока в 1792 году не было достигнуто мирное соглашение.